# Santa María la Asunción, Zumpahuacán
Santa María la Asunción är en ort i Mexiko.   Den ligger i kommunen Zumpahuacán och delstaten Mexiko, i den sydöstra delen av landet, 80 km sydväst om huvudstaden Mexico City. Santa María la Asunción ligger 1 877 meter över havet och antalet invånare är 269.
Terrängen runt Santa María la Asunción är kuperad. Runt Santa María la Asunción är det ganska tätbefolkat, med 120 invånare per kvadratkilometer. Närmaste större samhälle är Ixtapan de la Sal, 12,4 km väster om Santa María la Asunción. I omgivningarna runt Santa María la Asunción växer huvudsakligen savannskog.